# Eleições legislativas portuguesas de 2025 no distrito de Évora
| Eleições legislativas portuguesas de 2025 Distritos: Aveiro \| Beja \| Braga \| Bragança \| Castelo Branco \| Coimbra \| Évora \| Faro \| Guarda \| Leiria \| Lisboa \| Portalegre \| Porto \| Santarém \| Setúbal \| Viana do Castelo \| Vila Real \| Viseu \| Açores \| Madeira \| Estrangeiro |

## Resultados por concelho
Os resultados nos concelhos do Distrito de Évora foram os seguintes:

### Alandroal
| Partido                 | Partido                                  | Votos | %               | +/-  |
| ----------------------- | ---------------------------------------- | ----- | --------------- | ---- |
|                         | Partido Socialista                       | 874   | 33,60 / 100,00  | 6,03 |
|                         | Chega                                    | 745   | 28,64 / 100,00  | 5,15 |
|                         | AD - Coligação PSD/CDS                   | 445   | 17,11 / 100,00  | 3,58 |
|                         | Coligação Democrática Unitária (PCP-PEV) | 307   | 11,80 / 100,00  | 0,56 |
|                         | Livre                                    | 41    | 1,58 / 100,00   | 0,56 |
|                         | Iniciativa Liberal                       | 39    | 1,50 / 100,00   | 0,09 |
|                         | Bloco de Esquerda                        | 33    | 1,27 / 100,00   | 2,44 |
|                         | Alternativa Democrática Nacional         | 28    | 1,08 / 100,00   | 0,59 |
|                         | Outros (com menos de 1,00%)              | 35    | 1,35 / 100,00   |      |
| Votos Inválidos         | Votos Inválidos                          | 54    | 2,08 / 100,00   | 0,14 |
| Total                   | Total                                    | 2 601 | 100,00 / 100,00 |      |
| Eleitorado/Participação | Eleitorado/Participação                  | 4 320 | 60,21 / 100,00  | 4,35 |

| Freguesia                                         | %     | %     | %     | %     | %    | %    | %    | %    | Votantes | Taxa de Participação |
| Freguesia                                         | PS    | CH    | AD    | CDU   | L    | IL   | BE   | ADN  | Votantes | Taxa de Participação |
| ------------------------------------------------- | ----- | ----- | ----- | ----- | ---- | ---- | ---- | ---- | -------- | -------------------- |
| Freguesia                                         |       |       |       |       |      |      |      |      | Votantes | Taxa de Participação |
| Capelins (Santo António)                          | 40,31 | 19,39 | 13,78 | 15,31 | 4,08 | 0,51 | 2,55 | 0,51 | 196      | 55,06                |
| N.S. da Conceição, São Brás dos Matos e Juromenha | 32,17 | 28,48 | 21,85 | 7,95  | 1,70 | 1,42 | 1,42 | 0,57 | 1 057    | 61,31                |
| Santiago Maior                                    | 32,51 | 30,45 | 13,37 | 16,36 | 1,03 | 0,72 | 0,93 | 1,75 | 972      | 58,98                |
| Terena (São Pedro)                                | 36,97 | 29,26 | 15,16 | 9,04  | 1,33 | 4,26 | 1,06 | 1,06 | 376      | 63,51                |
| Alandroal                                         | 33,60 | 28,64 | 17,11 | 11,80 | 1,58 | 1,50 | 1,27 | 1,08 | 2 601    | 60,21                |

### Arraiolos
| Partido                 | Partido                                  | Votos | %               | +/-  |
| ----------------------- | ---------------------------------------- | ----- | --------------- | ---- |
|                         | Partido Socialista                       | 1 181 | 29,35 / 100,00  | 4,14 |
|                         | Chega                                    | 785   | 19,51 / 100,00  | 4,22 |
|                         | Coligação Democrática Unitária (PCP-PEV) | 782   | 19,43 / 100,00  | 0,44 |
|                         | AD - Coligação PSD/CDS                   | 775   | 19,26 / 100,00  | 2,47 |
|                         | Livre                                    | 102   | 2,53 / 100,00   | 0,46 |
|                         | Iniciativa Liberal                       | 97    | 2,41 / 100,00   | 0,01 |
|                         | Bloco de Esquerda                        | 90    | 2,24 / 100,00   | 2,70 |
|                         | Outros (com menos de 1,00%)              | 89    | 2,22 / 100,00   |      |
| Votos Inválidos         | Votos Inválidos                          | 123   | 3,05 / 100,00   | 0,25 |
| Total                   | Total                                    | 4 024 | 100,00 / 100,00 |      |
| Eleitorado/Participação | Eleitorado/Participação                  | 5 818 | 69,16 / 100,00  | 3,90 |

| Freguesia                  | %     | %     | %     | %     | %    | %    | %    | Votantes | Taxa de Participação |
| Freguesia                  | PS    | CH    | CDU   | AD    | L    | IL   | BE   | Votantes | Taxa de Participação |
| -------------------------- | ----- | ----- | ----- | ----- | ---- | ---- | ---- | -------- | -------------------- |
| Freguesia                  |       |       |       |       |      |      |      | Votantes | Taxa de Participação |
| Arraiolos                  | 29,42 | 14,98 | 20,96 | 20,81 | 3,48 | 3,19 | 2,24 | 2 009    | 72,58                |
| Gafanhoeira e Sabugueiro   | 32,77 | 14,38 | 29,39 | 14,59 | 1,48 | 1,27 | 1,48 | 473      | 71,78                |
| Igrejinha                  | 27,86 | 31,79 | 13,50 | 14,70 | 1,71 | 2,39 | 2,05 | 585      | 72,58                |
| São Gregório e Santa Justa | 24,39 | 23,98 | 23,98 | 16,67 | 0,81 | 1,63 | 2,44 | 246      | 64,74                |
| Vimieiro                   | 29,82 | 24,05 | 11,81 | 22,64 | 1,83 | 1,27 | 2,81 | 711      | 59,00                |
| Arraiolos                  | 29,35 | 19,51 | 19,43 | 19,26 | 2,53 | 2,41 | 2,24 | 4 024    | 69,16                |

### Borba
| Partido                 | Partido                                  | Votos | %               | +/-  |
| ----------------------- | ---------------------------------------- | ----- | --------------- | ---- |
|                         | Partido Socialista                       | 1 243 | 33,78 / 100,00  | 8,27 |
|                         | Chega                                    | 995   | 27,04 / 100,00  | 6,32 |
|                         | AD - Coligação PSD/CDS                   | 839   | 22,80 / 100,00  | 4,26 |
|                         | Coligação Democrática Unitária (PCP-PEV) | 244   | 6,63 / 100,00   | 0,31 |
|                         | Iniciativa Liberal                       | 67    | 1,82 / 100,00   | 0,10 |
|                         | Livre                                    | 64    | 1,74 / 100,00   | 0,31 |
|                         | Bloco de Esquerda                        | 51    | 1,39 / 100,00   | 2,99 |
|                         | Alternativa Democrática Nacional         | 43    | 1,17 / 100,00   | 0,45 |
|                         | Outros (com menos de 1,00%)              | 47    | 1,28 / 100,00   |      |
| Votos Inválidos         | Votos Inválidos                          | 97    | 2,36 / 100,00   | 0,26 |
| Total                   | Total                                    | 3 680 | 100,00 / 100,00 |      |
| Eleitorado/Participação | Eleitorado/Participação                  | 5 724 | 64,29 / 100,00  | 3,47 |

| Freguesia              | %     | %     | %     | %     | %    | %    | %    | %    | Votantes | Taxa de Participação |
| Freguesia              | PS    | CH    | AD    | CDU   | IL   | L    | BE   | ADN  | Votantes | Taxa de Participação |
| ---------------------- | ----- | ----- | ----- | ----- | ---- | ---- | ---- | ---- | -------- | -------------------- |
| Freguesia              |       |       |       |       |      |      |      |      | Votantes | Taxa de Participação |
| Borba (Matriz)         | 34,00 | 25,61 | 25,46 | 5,73  | 2,10 | 1,89 | 1,07 | 0,72 | 1 956    | 65,99                |
| Borba (São Bartolomeu) | 39,47 | 22,26 | 18,40 | 7,42  | 1,48 | 1,48 | 2,08 | 1,19 | 337      | 65,44                |
| Orada                  | 27,97 | 30,87 | 17,68 | 10,29 | 1,93 | 0,96 | 3,22 | 2,25 | 311      | 56,55                |
| Rio de Moinhos         | 33,27 | 30,02 | 20,82 | 6,97  | 1,39 | 1,77 | 1,21 | 1,67 | 1 076    | 63,48                |
| Borba                  | 33,78 | 27,04 | 22,80 | 6,63  | 1,82 | 1,74 | 1,39 | 1,17 | 3 680    | 64,29                |

### Estremoz
| Partido                 | Partido                                  | Votos  | %               | +/-  |
| ----------------------- | ---------------------------------------- | ------ | --------------- | ---- |
|                         | Chega                                    | 1 911  | 28,59 / 100,00  | 4,66 |
|                         | AD - Coligação PSD/CDS                   | 1 845  | 27,60 / 100,00  | 2,18 |
|                         | Partido Socialista                       | 1 835  | 27,45 / 100,00  | 4,18 |
|                         | Coligação Democrática Unitária (PCP-PEV) | 369    | 5,52 / 100,00   | 1,33 |
|                         | Iniciativa Liberal                       | 147    | 2,20 / 100,00   | 0,48 |
|                         | Livre                                    | 136    | 2,03 / 100,00   | 0,73 |
|                         | Bloco de Esquerda                        | 101    | 1,51 / 100,00   | 2,34 |
|                         | Alternativa Democrática Nacional         | 90     | 1,35 / 100,00   | 0,20 |
|                         | Outros (com menos de 1,00%)              | 86     | 1,27 / 100,00   |      |
| Votos Inválidos         | Votos Inválidos                          | 164    | 2,45 / 100,00   | 0,28 |
| Total                   | Total                                    | 6 684  | 100,00 / 100,00 |      |
| Eleitorado/Participação | Eleitorado/Participação                  | 10 832 | 61,71 / 100,00  | 3,48 |

| Freguesia                                          | %     | %     | %     | %     | %    | %    | %    | %    | Votantes | Taxa de Participação |
| Freguesia                                          | CH    | AD    | PS    | CDU   | IL   | L    | BE   | ADN  | Votantes | Taxa de Participação |
| -------------------------------------------------- | ----- | ----- | ----- | ----- | ---- | ---- | ---- | ---- | -------- | -------------------- |
| Freguesia                                          |       |       |       |       |      |      |      |      | Votantes | Taxa de Participação |
| Ameixial (Santa Vitória e São Bento)               | 29,45 | 26,24 | 27,70 | 7,87  | 1,17 | 0,29 | 1,17 | 1,17 | 343      | 67,79                |
| Arcos                                              | 32,84 | 24,77 | 28,26 | 5,14  | 1,28 | 2,02 | 1,47 | 1,10 | 545      | 63,67                |
| Estremoz (Santa Maria e Santo André)               | 28,35 | 30,93 | 25,03 | 4,73  | 2,58 | 2,30 | 1,53 | 1,03 | 3 996    | 59,27                |
| Évora Monte                                        | 25,82 | 17,82 | 30,55 | 9,45  | 2,18 | 2,91 | 1,82 | 4,73 | 275      | 66,27                |
| Glória                                             | 18,44 | 20,49 | 36,07 | 6,97  | 2,05 | 2,87 | 4,92 | 2,46 | 244      | 64,55                |
| São Bento do Cortiço e Santo Estêvão               | 34,11 | 21,28 | 32,94 | 3,21  | 0,58 | 1,17 | 0,29 | 1,75 | 343      | 59,55                |
| São Domingos de Ana Loura                          | 25,73 | 14,62 | 35,67 | 14,04 | 2,92 | 2,34 | 2,34 | 1,17 | 171      | 72,15                |
| São Lourenço de Mamporcão e São Bento de Ana Loura | 24,22 | 28,03 | 27,34 | 11,07 | 2,42 | 0,35 | 1,04 | 2,08 | 289      | 75,65                |
| Veiros                                             | 31,59 | 22,18 | 33,68 | 3,14  | 1,67 | 1,67 | 0,63 | 1,26 | 478      | 64,59                |
| Estremoz                                           | 28,59 | 27,60 | 27,45 | 5,52  | 2,20 | 2,03 | 1,51 | 1,35 | 6 684    | 61,71                |

### Évora
| Partido                 | Partido                                  | Votos  | %               | +/-  |
| ----------------------- | ---------------------------------------- | ------ | --------------- | ---- |
|                         | AD - Coligação PSD/CDS                   | 8 462  | 27,87 / 100,00  | 2,34 |
|                         | Partido Socialista                       | 8 125  | 26,76 / 100,00  | 4,50 |
|                         | Chega                                    | 7 044  | 23,20 / 100,00  | 4,13 |
|                         | Coligação Democrática Unitária (PCP-PEV) | 2 238  | 7,37 / 100,00   | 0,55 |
|                         | Livre                                    | 1 129  | 3,72 / 100,00   | 1,13 |
|                         | Iniciativa Liberal                       | 1 123  | 3,70 / 100,00   | 0,47 |
|                         | Bloco de Esquerda                        | 649    | 2,14 / 100,00   | 2,73 |
|                         | Pessoas–Animais–Natureza                 | 360    | 1,19 / 100,00   | 0,27 |
|                         | Outros (com menos de 1,00%)              | 520    | 1,71 / 100,00   |      |
| Votos Inválidos         | Votos Inválidos                          | 712    | 2,34 / 100,00   | 0,01 |
| Total                   | Total                                    | 30 362 | 100,00 / 100,00 |      |
| Eleitorado/Participação | Eleitorado/Participação                  | 46 058 | 65,92 / 100,00  | 2,82 |

| Freguesia                                   | %     | %     | %     | %     | %    | %    | %    | %    | Votantes | Taxa de Participação |
| Freguesia                                   | AD    | PS    | CH    | CDU   | L    | IL   | BE   | PAN  | Votantes | Taxa de Participação |
| ------------------------------------------- | ----- | ----- | ----- | ----- | ---- | ---- | ---- | ---- | -------- | -------------------- |
| Freguesia                                   |       |       |       |       |      |      |      |      | Votantes | Taxa de Participação |
| Bacelo e Senhora da Saúde                   | 28,42 | 27,02 | 23,22 | 6,62  | 3,90 | 3,73 | 2,01 | 1,32 | 10 498   | 67,13                |
| Canaviais                                   | 26,96 | 25,74 | 25,99 | 6,26  | 3,46 | 3,97 | 2,09 | 1,27 | 1 966    | 71,78                |
| Évora                                       | 32,19 | 24,32 | 18,52 | 8,15  | 4,48 | 4,24 | 2,90 | 1,73 | 2 479    | 64,64                |
| Malagueira e Horta das Figueiras            | 28,72 | 26,11 | 23,76 | 6,59  | 3,63 | 3,96 | 2,22 | 1,00 | 11 761   | 64,75                |
| N.S. da Tourega e N.S. de Guadalupe         | 19,89 | 28,60 | 21,49 | 14,56 | 5,33 | 1,42 | 2,84 | 1,07 | 563      | 68,24                |
| Nossa Senhora da Graça do Divor             | 16,29 | 31,06 | 21,21 | 20,83 | 1,89 | 2,27 | 1,14 | 0,76 | 264      | 71,54                |
| Nossa Senhora de Machede                    | 24,04 | 29,62 | 19,62 | 12,88 | 3,08 | 3,08 | 0,96 | 0,77 | 520      | 65,57                |
| São Sebastião da Giesteira e N.S. da Boa Fé | 20,04 | 30,16 | 16,80 | 15,38 | 3,64 | 2,83 | 3,44 | 0,81 | 494      | 63,09                |
| São Bento do Mato                           | 29,04 | 26,65 | 25,00 | 5,51  | 1,65 | 3,31 | 1,84 | 1,65 | 544      | 60,65                |
| São Manços e São Vicente do Pigeiro         | 20,53 | 32,19 | 29,08 | 8,24  | 1,40 | 1,09 | 0,78 | 1,09 | 643      | 64,17                |
| São Miguel de Machede                       | 21,19 | 31,36 | 19,49 | 13,28 | 5,65 | 2,26 | 1,13 | 0    | 354      | 61,78                |
| Torre de Coelheiros                         | 10,14 | 35,87 | 31,52 | 11,96 | 2,54 | 1,81 | 1,45 | 1,09 | 276      | 62,87                |
| Évora                                       | 27,87 | 26,76 | 23,20 | 7,37  | 3,72 | 3,70 | 2,14 | 1,19 | 30 362   | 65,92                |

### Montemor-o-Novo
| Partido                 | Partido                                  | Votos  | %               | +/-  |
| ----------------------- | ---------------------------------------- | ------ | --------------- | ---- |
|                         | Partido Socialista                       | 2 541  | 28,48 / 100,00  | 4,37 |
|                         | AD - Coligação PSD/CDS                   | 1 969  | 22,07 / 100,00  | 1,53 |
|                         | Coligação Democrática Unitária (PCP-PEV) | 1 677  | 18,80 / 100,00  | 0,20 |
|                         | Chega                                    | 1 603  | 17,97 / 100,00  | 3,08 |
|                         | Iniciativa Liberal                       | 271    | 3,04 / 100,00   | 0,63 |
|                         | Livre                                    | 245    | 2,75 / 100,00   | 0,62 |
|                         | Bloco de Esquerda                        | 151    | 1,69 / 100,00   | 2,17 |
|                         | Alternativa Democrática Nacional         | 117    | 1,31 / 100,00   | 0,51 |
|                         | Outros (com menos de 1,00%)              | 136    | 1,53 / 100,00   |      |
| Votos Inválidos         | Votos Inválidos                          | 212    | 2,38 / 100,00   | 0,22 |
| Total                   | Total                                    | 8 922  | 100,00 / 100,00 |      |
| Eleitorado/Participação | Eleitorado/Participação                  | 13 544 | 65,87 / 100,00  | 2,77 |

| Freguesia                               | %     | %     | %     | %     | %    | %    | %    | %    | Votantes | Taxa de Participação |
| Freguesia                               | PS    | AD    | CDU   | CH    | IL   | L    | BE   | ADN  | Votantes | Taxa de Participação |
| --------------------------------------- | ----- | ----- | ----- | ----- | ---- | ---- | ---- | ---- | -------- | -------------------- |
| Freguesia                               |       |       |       |       |      |      |      |      | Votantes | Taxa de Participação |
| Cabrela                                 | 33,86 | 23,62 | 10,24 | 23,62 | 1,57 | 2,36 | 0    | 1,57 | 254      | 60,62                |
| Ciborro                                 | 47,76 | 14,63 | 11,04 | 17,31 | 0,90 | 1,79 | 2,39 | 1,79 | 335      | 60,80                |
| Cortiçadas de Lavre e Lavre             | 28,55 | 23,50 | 17,90 | 17,62 | 2,87 | 1,91 | 1,50 | 2,19 | 732      | 68,22                |
| Foros de Vale de Figueira               | 31,32 | 13,83 | 21,30 | 17,65 | 3,50 | 2,86 | 2,07 | 2,38 | 629      | 69,73                |
| N.S. da Vila, N.S. do Bispo e Silveiras | 26,57 | 23,66 | 18,44 | 18,19 | 3,29 | 3,04 | 1,74 | 1,07 | 6 085    | 65,88                |
| Santiago do Escoural                    | 33,06 | 13,19 | 29,22 | 15,86 | 1,34 | 1,34 | 1,67 | 1,00 | 599      | 64,76                |
| São Cristóvão                           | 25,69 | 28,47 | 18,06 | 14,93 | 4,51 | 2,78 | 1,04 | 1,74 | 288      | 65,75                |
| Montemor-o-Novo                         | 28,48 | 22,07 | 18,80 | 17,97 | 3,04 | 2,75 | 1,69 | 1,31 | 8 922    | 65,87                |

### Mora
| Partido                 | Partido                                  | Votos | %               | +/-  |
| ----------------------- | ---------------------------------------- | ----- | --------------- | ---- |
|                         | Partido Socialista                       | 701   | 29,86 / 100,00  | 2,42 |
|                         | Coligação Democrática Unitária (PCP-PEV) | 495   | 21,08 / 100,00  | 1,87 |
|                         | AD - Coligação PSD/CDS                   | 479   | 20,40 / 100,00  | 2,36 |
|                         | Chega                                    | 454   | 19,34 / 100,00  | 4,77 |
|                         | Livre                                    | 46    | 1,96 / 100,00   | 0,49 |
|                         | Alternativa Democrática Nacional         | 30    | 1,28 / 100,00   | 0,13 |
|                         | Iniciativa Liberal                       | 28    | 1,19 / 100,00   | 0,53 |
|                         | Bloco de Esquerda                        | 28    | 1,19 / 100,00   | 1,92 |
|                         | Outros (com menos de 1,00%)              | 30    | 1,28 / 100,00   |      |
| Votos Inválidos         | Votos Inválidos                          | 57    | 2,43 / 100,00   | 0,31 |
| Total                   | Total                                    | 2 348 | 100,00 / 100,00 |      |
| Eleitorado/Participação | Eleitorado/Participação                  | 3 812 | 61,59 / 100,00  | 2,39 |

| Freguesia | %     | %     | %     | %     | %    | %    | %    | %    | Votantes | Taxa de Participação |
| Freguesia | PS    | CDU   | AD    | CH    | L    | ADN  | IL   | BE   | Votantes | Taxa de Participação |
| --------- | ----- | ----- | ----- | ----- | ---- | ---- | ---- | ---- | -------- | -------------------- |
| Freguesia |       |       |       |       |      |      |      |      | Votantes | Taxa de Participação |
| Brotas    | 39,33 | 24,69 | 14,23 | 14,23 | 1,26 | 1,26 | 0,42 | 0,84 | 239      | 75,16                |
| Cabeção   | 30,77 | 26,15 | 13,19 | 20,44 | 2,20 | 0,66 | 0,66 | 2,42 | 455      | 54,30                |
| Mora      | 28,63 | 20,40 | 22,90 | 18,15 | 2,34 | 1,53 | 1,53 | 0,65 | 1 240    | 62,50                |
| Pavia     | 27,05 | 15,46 | 24,40 | 24,64 | 0,97 | 1,21 | 1,21 | 1,69 | 414      | 61,61                |
| Mora      | 29,86 | 21,08 | 20,40 | 19,34 | 1,96 | 1,28 | 1,19 | 1,19 | 2 348    | 61,59                |

### Mourão
| Partido                 | Partido                                  | Votos | %               | +/-  |
| ----------------------- | ---------------------------------------- | ----- | --------------- | ---- |
|                         | Chega                                    | 421   | 31,89 / 100,00  | 2,12 |
|                         | Partido Socialista                       | 375   | 28,41 / 100,00  | 3,27 |
|                         | AD - Coligação PSD/CDS                   | 373   | 28,26 / 100,00  | 2,22 |
|                         | Coligação Democrática Unitária (PCP-PEV) | 60    | 4,55 / 100,00   | 0,57 |
|                         | Iniciativa Liberal                       | 16    | 1,21 / 100,00   | 0,33 |
|                         | Bloco de Esquerda                        | 16    | 1,21 / 100,00   | 0,62 |
|                         | Livre                                    | 15    | 1,14 / 100,00   | 0,19 |
|                         | Outros (com menos de 1,00%)              | 18    | 1,36 / 100,00   |      |
| Votos Inválidos         | Votos Inválidos                          | 26    | 1,96 / 100,00   | 0,57 |
| Total                   | Total                                    | 1 320 | 100,00 / 100,00 |      |
| Eleitorado/Participação | Eleitorado/Participação                  | 2 118 | 62,32 / 100,00  | 1,68 |

| Freguesia | %     | %     | %     | %    | %    | %    | %    | Votantes | Taxa de Participação |
| Freguesia | CH    | PS    | AD    | CDU  | IL   | BE   | L    | Votantes | Taxa de Participação |
| --------- | ----- | ----- | ----- | ---- | ---- | ---- | ---- | -------- | -------------------- |
| Freguesia |       |       |       |      |      |      |      | Votantes | Taxa de Participação |
| Granja    | 29,86 | 33,09 | 19,42 | 7,55 | 1,08 | 2,16 | 2,16 | 278      | 57,32                |
| Luz       | 20,26 | 15,69 | 54,25 | 1,31 | 3,27 | 0    | 0    | 153      | 60,96                |
| Mourão    | 34,53 | 29,13 | 26,55 | 4,16 | 0,90 | 1,12 | 1,01 | 889      | 64,33                |
| Mourão    | 31,89 | 28,41 | 28,26 | 4,55 | 1,21 | 1,21 | 1,14 | 1 320    | 62,32                |

### Portel
| Partido                 | Partido                                  | Votos | %               | +/-  |
| ----------------------- | ---------------------------------------- | ----- | --------------- | ---- |
|                         | Partido Socialista                       | 943   | 31,23 / 100,00  | 6,06 |
|                         | Chega                                    | 799   | 26,45 / 100,00  | 8,05 |
|                         | Coligação Democrática Unitária (PCP-PEV) | 589   | 19,50 / 100,00  | 2,36 |
|                         | AD - Coligação PSD/CDS                   | 395   | 13,08 / 100,00  | 1,84 |
|                         | Iniciativa Liberal                       | 59    | 1,95 / 100,00   | 0,16 |
|                         | Bloco de Esquerda                        | 54    | 1,79 / 100,00   | 1,76 |
|                         | Livre                                    | 44    | 1,46 / 100,00   | 0,15 |
|                         | Alternativa Democrática Nacional         | 31    | 1,03 / 100,00   | 0,06 |
|                         | Outros (com menos de 1,00%)              | 30    | 0,99 / 100,00   |      |
| Votos Inválidos         | Votos Inválidos                          | 76    | 2,52 / 100,00   | 0,36 |
| Total                   | Total                                    | 3 020 | 100,00 / 100,00 |      |
| Eleitorado/Participação | Eleitorado/Participação                  | 4 921 | 61,37 / 100,00  | 4,73 |

| Freguesia                          | %     | %     | %     | %     | %    | %    | %    | %    | Votantes | Taxa de Participação |
| Freguesia                          | PS    | CH    | CDU   | AD    | IL   | BE   | L    | ADN  | Votantes | Taxa de Participação |
| ---------------------------------- | ----- | ----- | ----- | ----- | ---- | ---- | ---- | ---- | -------- | -------------------- |
| Freguesia                          |       |       |       |       |      |      |      |      | Votantes | Taxa de Participação |
| Amieira e Alqueva                  | 34,72 | 13,06 | 35,61 | 10,68 | 0,89 | 0,89 | 0,30 | 0,30 | 337      | 65,95                |
| Monte do Trigo                     | 26,33 | 27,19 | 24,78 | 13,43 | 1,55 | 0,69 | 1,38 | 1,55 | 581      | 58,33                |
| Portel                             | 30,59 | 25,90 | 18,54 | 13,85 | 2,74 | 2,27 | 1,80 | 1,02 | 1 278    | 61,77                |
| Santana                            | 37,83 | 30,43 | 9,57  | 12,17 | 2,17 | 0,87 | 2,17 | 0,87 | 230      | 59,74                |
| São Bartolomeu do Outeiro e Oriola | 33,10 | 33,80 | 9,72  | 11,81 | 1,39 | 2,78 | 1,39 | 1,39 | 432      | 65,55                |
| Vera Cruz                          | 32,10 | 30,86 | 14,81 | 15,43 | 0,62 | 2,47 | 0,62 | 0    | 162      | 53,82                |
| Portel                             | 31,23 | 26,46 | 19,50 | 13,08 | 1,95 | 1,79 | 1,46 | 1,03 | 3 020    | 61,37                |

### Redondo
| Partido                 | Partido                                  | Votos | %               | +/-  |
| ----------------------- | ---------------------------------------- | ----- | --------------- | ---- |
|                         | Partido Socialista                       | 884   | 27,67 / 100,00  | 7,69 |
|                         | Chega                                    | 805   | 25,20 / 100,00  | 6,07 |
|                         | AD - Coligação PSD/CDS                   | 782   | 24,48 / 100,00  | 2,92 |
|                         | Coligação Democrática Unitária (PCP-PEV) | 318   | 9,95 / 100,00   | 0,11 |
|                         | Iniciativa Liberal                       | 95    | 2,97 / 100,00   | 0,71 |
|                         | Livre                                    | 67    | 2,10 / 100,00   | 0,33 |
|                         | Bloco de Esquerda                        | 58    | 1,82 / 100,00   | 3,07 |
|                         | Alternativa Democrática Nacional         | 56    | 1,75 / 100,00   | 0,56 |
|                         | Pessoas–Animais–Natureza                 | 41    | 1,28 / 100,00   | 0,09 |
|                         | Outros (com menos de 1,00%)              | 25    | 0,78 / 100,00   |      |
| Votos Inválidos         | Votos Inválidos                          | 64    | 2,00 / 100,00   | 0,29 |
| Total                   | Total                                    | 3 195 | 100,00 / 100,00 |      |
| Eleitorado/Participação | Eleitorado/Participação                  | 5 534 | 57,73 / 100,00  | 4,46 |

| Freguesia | %     | %     | %     | %     | %    | %    | %    | %    | %    | Votantes | Taxa de Participação |
| Freguesia | PS    | CH    | AD    | CDU   | IL   | L    | BE   | ADN  | PAN  | Votantes | Taxa de Participação |
| --------- | ----- | ----- | ----- | ----- | ---- | ---- | ---- | ---- | ---- | -------- | -------------------- |
| Freguesia |       |       |       |       |      |      |      |      |      | Votantes | Taxa de Participação |
| Montoito  | 24,63 | 32,78 | 19,30 | 14,31 | 1,33 | 1,66 | 0,50 | 2,00 | 1,66 | 601      | 61,77                |
| Redondo   | 28,37 | 23,44 | 25,67 | 8,94  | 3,35 | 2,20 | 2,12 | 1,70 | 1,20 | 2 594    | 56,87                |
| Redondo   | 27,67 | 25,20 | 24,48 | 9,95  | 2,97 | 2,10 | 1,82 | 1,75 | 1,28 | 3 195    | 57,73                |

### Reguengos de Monsaraz
| Partido                 | Partido                                  | Votos | %               | +/-  |
| ----------------------- | ---------------------------------------- | ----- | --------------- | ---- |
|                         | Chega                                    | 1 699 | 31,56 / 100,00  | 6,87 |
|                         | Partido Socialista                       | 1 520 | 28,23 / 100,00  | 5,55 |
|                         | AD - Coligação PSD/CDS                   | 1 381 | 25,65 / 100,00  | 1,14 |
|                         | Coligação Democrática Unitária (PCP-PEV) | 229   | 4,25 / 100,00   | 1,05 |
|                         | Iniciativa Liberal                       | 111   | 2,06 / 100,00   | 0,10 |
|                         | Livre                                    | 95    | 1,76 / 100,00   | 0,38 |
|                         | Alternativa Democrática Nacional         | 78    | 1,45 / 100,00   | 0,35 |
|                         | Bloco de Esquerda                        | 69    | 1,28 / 100,00   | 2,47 |
|                         | Outros (com menos de 1,00%)              | 64    | 1,19 / 100,00   |      |
| Votos Inválidos         | Votos Inválidos                          | 138   | 2,56 / 100,00   | 0,37 |
| Total                   | Total                                    | 5 384 | 100,00 / 100,00 |      |
| Eleitorado/Participação | Eleitorado/Participação                  | 8 735 | 61,64 / 100,00  | 1,05 |

| Freguesia             | %     | %     | %     | %    | %    | %    | %    | %    | Votantes | Taxa de Participação |
| Freguesia             | CH    | PS    | AD    | CDU  | IL   | L    | ADN  | BE   | Votantes | Taxa de Participação |
| --------------------- | ----- | ----- | ----- | ---- | ---- | ---- | ---- | ---- | -------- | -------------------- |
| Freguesia             |       |       |       |      |      |      |      |      | Votantes | Taxa de Participação |
| Campo e Campinho      | 36,13 | 32,17 | 14,42 | 7,61 | 1,27 | 1,27 | 2,54 | 0,79 | 631      | 59,42                |
| Corval                | 30,88 | 32,98 | 20,39 | 6,00 | 1,20 | 1,20 | 1,05 | 1,80 | 667      | 61,93                |
| Monsaraz              | 25,07 | 41,42 | 20,32 | 5,28 | 1,58 | 0,53 | 1,58 | 0,53 | 379      | 66,03                |
| Reguengos de Monsaraz | 31,56 | 29,05 | 25,36 | 3,26 | 2,40 | 2,08 | 1,32 | 1,35 | 3 707    | 61,56                |
| Reguengos de Monsaraz | 31,56 | 28,23 | 25,65 | 4,25 | 2,06 | 1,76 | 1,45 | 1,28 | 5 384    | 61,64                |

### Vendas Novas
| Partido                 | Partido                                  | Votos  | %               | +/-  |
| ----------------------- | ---------------------------------------- | ------ | --------------- | ---- |
|                         | Chega                                    | 1 750  | 27,15 / 100,00  | 6,37 |
|                         | AD - Coligação PSD/CDS                   | 1 650  | 25,60 / 100,00  | 2,15 |
|                         | Partido Socialista                       | 1 625  | 25,21 / 100,00  | 5,16 |
|                         | Coligação Democrática Unitária (PCP-PEV) | 651    | 10,10 / 100,00  | 1,40 |
|                         | Iniciativa Liberal                       | 196    | 3,04 / 100,00   | 0,21 |
|                         | Livre                                    | 162    | 2,51 / 100,00   | 0,37 |
|                         | Bloco de Esquerda                        | 82     | 1,27 / 100,00   | 2,17 |
|                         | Alternativa Democrática Nacional         | 78     | 1,21 / 100,00   | 0,14 |
|                         | Pessoas–Animais–Natureza                 | 68     | 1,06 / 100,00   | 0,22 |
|                         | Outros (com menos de 1,00%)              | 34     | 0,53 / 100,00   |      |
| Votos Inválidos         | Votos Inválidos                          | 149    | 2,32 / 100,00   | 0,03 |
| Total                   | Total                                    | 6 445  | 100,00 / 100,00 |      |
| Eleitorado/Participação | Eleitorado/Participação                  | 10 007 | 64,40 / 100,00  | 1,84 |

| Freguesia    | %     | %     | %     | %     | %    | %    | %    | %    | %    | Votantes | Taxa de Participação |
| Freguesia    | CH    | AD    | PS    | CDU   | IL   | L    | BE   | ADN  | PAN  | Votantes | Taxa de Participação |
| ------------ | ----- | ----- | ----- | ----- | ---- | ---- | ---- | ---- | ---- | -------- | -------------------- |
| Freguesia    |       |       |       |       |      |      |      |      |      | Votantes | Taxa de Participação |
| Landeira     | 23,04 | 20,19 | 31,35 | 15,68 | 1,90 | 1,43 | 1,90 | 1,43 | 0,95 | 421      | 71,36                |
| Vendas Novas | 27,44 | 25,98 | 24,78 | 9,71  | 3,12 | 2,59 | 1,23 | 1,20 | 1,06 | 6 024    | 63,97                |
| Vendas Novas | 27,15 | 25,60 | 25,21 | 10,10 | 3,04 | 2,51 | 1,27 | 1,21 | 1,06 | 6 445    | 64,40                |

### Viana do Alentejo
| Partido                 | Partido                                  | Votos | %               | +/-  |
| ----------------------- | ---------------------------------------- | ----- | --------------- | ---- |
|                         | Chega                                    | 876   | 30,09 / 100,00  | 5,44 |
|                         | Partido Socialista                       | 710   | 24,39 / 100,00  | 3,92 |
|                         | AD - Coligação PSD/CDS                   | 579   | 19,89 / 100,00  | 3,45 |
|                         | Coligação Democrática Unitária (PCP-PEV) | 413   | 14,19 / 100,00  | 1,44 |
|                         | Livre                                    | 74    | 2,54 / 100,00   | 0,87 |
|                         | Iniciativa Liberal                       | 62    | 2,13 / 100,00   | 0,08 |
|                         | Bloco de Esquerda                        | 58    | 1,99 / 100,00   | 3,85 |
|                         | Pessoas–Animais–Natureza                 | 29    | 1,00 / 100,00   | 0,38 |
|                         | Outros (com menos de 1,00%)              | 47    | 1,61 / 100,00   |      |
| Votos Inválidos         | Votos Inválidos                          | 63    | 2,16 / 100,00   | 0,19 |
| Total                   | Total                                    | 2 911 | 100,00 / 100,00 |      |
| Eleitorado/Participação | Eleitorado/Participação                  | 4 681 | 62,19 / 100,00  | 4,81 |

| Freguesia         | %     | %     | %     | %     | %    | %    | %    | %    | Votantes | Taxa de Participação |
| Freguesia         | CH    | PS    | AD    | CDU   | L    | IL   | BE   | PAN  | Votantes | Taxa de Participação |
| ----------------- | ----- | ----- | ----- | ----- | ---- | ---- | ---- | ---- | -------- | -------------------- |
| Freguesia         |       |       |       |       |      |      |      |      | Votantes | Taxa de Participação |
| Aguiar            | 23,59 | 26,06 | 13,73 | 24,30 | 2,11 | 2,99 | 2,11 | 1,06 | 568      | 76,14                |
| Alcáçovas         | 31,06 | 23,34 | 23,44 | 12,36 | 2,08 | 1,38 | 1,68 | 0,89 | 1 011    | 61,53                |
| Viana do Alentejo | 32,13 | 24,47 | 19,82 | 11,26 | 3,08 | 2,33 | 2,18 | 1,05 | 1 332    | 58,12                |
| Viana do Alentejo | 30,09 | 24,39 | 19,89 | 14,14 | 2,54 | 2,13 | 1,99 | 1,00 | 2 911    | 62,19                |

### Vila Viçosa
| Partido                 | Partido                                  | Votos | %               | +/-  |
| ----------------------- | ---------------------------------------- | ----- | --------------- | ---- |
|                         | Chega                                    | 1 193 | 29,63 / 100,00  | 5,84 |
|                         | AD - Coligação PSD/CDS                   | 1 096 | 27,22 / 100,00  | 2,91 |
|                         | Partido Socialista                       | 1 059 | 26,30 / 100,00  | 6,86 |
|                         | Coligação Democrática Unitária (PCP-PEV) | 265   | 6,58 / 100,00   | 0,95 |
|                         | Iniciativa Liberal                       | 104   | 2,58 / 100,00   | 0,55 |
|                         | Livre                                    | 76    | 1,89 / 100,00   | 0,45 |
|                         | Alternativa Democrática Nacional         | 62    | 1,54 / 100,00   | 0,67 |
|                         | Bloco de Esquerda                        | 47    | 1,17 / 100,00   | 2,18 |
|                         | Outros (com menos de 1,00%)              | 38    | 0,93 / 100,00   |      |
| Votos Inválidos         | Votos Inválidos                          | 87    | 2,16 / 100,00   | 0,08 |
| Total                   | Total                                    | 4 027 | 100,00 / 100,00 |      |
| Eleitorado/Participação | Eleitorado/Participação                  | 6 516 | 61,80 / 100,00  | 2,74 |

| Freguesia                          | %     | %     | %     | %     | %    | %    | %    | %    | Votantes | Taxa de Participação |
| Freguesia                          | CH    | AD    | PS    | CDU   | IL   | L    | ADN  | BE   | Votantes | Taxa de Participação |
| ---------------------------------- | ----- | ----- | ----- | ----- | ---- | ---- | ---- | ---- | -------- | -------------------- |
| Freguesia                          |       |       |       |       |      |      |      |      | Votantes | Taxa de Participação |
| Bencatel                           | 24,55 | 17,01 | 31,20 | 15,86 | 1,66 | 3,32 | 2,17 | 1,15 | 782      | 60,25                |
| Ciladas                            | 39,95 | 20,09 | 24,11 | 3,78  | 4,02 | 2,13 | 3,07 | 1,18 | 423      | 54,23                |
| N.S. da Conceição e São Bartolomeu | 28,50 | 32,49 | 24,82 | 4,61  | 2,58 | 1,56 | 1,09 | 1,06 | 2 558    | 63,46                |
| Pardais                            | 39,02 | 17,80 | 29,55 | 2,65  | 3,03 | 0,38 | 1,52 | 2,27 | 264      | 64,86                |
| Vila Viçosa                        | 29,63 | 27,22 | 26,30 | 6,58  | 2,58 | 1,89 | 1,54 | 1,17 | 4 027    | 61,80                |

## Lista de Deputados Eleitos
A lista apresentada é conforme a aplicação do Método D'Hondt:
| N.º | Nome                                     | Partido | Partido            | Partido                          | Quociente |
| --- | ---------------------------------------- | ------- | ------------------ | -------------------------------- | --------- |
| 1   | Luis Carlos Piteira Dias                 |         | Partido Socialista | Partido Socialista               | 23616     |
| 2   | Jorge Galveias                           |         | Chega              | Chega                            | 21080     |
| 3   | Francisco Maria Gonçalves Lopes Figueira |         |                    | AD - Coligação PSD/CDS (PPD/PSD) | 21070     |